# مايكل سترونج
مايكل سترونج (بالإنجليزية: Michael Strong)‏ هو ممثل أمريكي، ولد في 8 فبراير 1918 بمانهاتن في الولايات المتحدة، وتوفي في 17 سبتمبر 1980 بلوس أنجلوس في الولايات المتحدة بسبب سرطان.

## أعمال

### أفلام
- (1970) باتون[3][4]

## وصلات خارجية
- مايكل سترونج على موقع IMDb (الإنجليزية)
- مايكل سترونج على موقع ألو سيني (الفرنسية)
- مايكل سترونج على موقع أول موفي (الإنجليزية)
- مايكل سترونج على موقع قاعدة بيانات برودواي على الإنترنت (الإنجليزية)
- مايكل سترونج على موقع قاعدة بيانات الأفلام السويدية (السويدية)
- مايكل سترونج على موقع قاعدة بيانات الفيلم (الإنجليزية)
- مايكل سترونج على موقع كينوبويسك (الروسية)
- مايكل سترونج على موقع كينوبويسك (الروسية)